# Гримме, Хуберт
Хуберт Гримме (нем. Hubert Grimme; 24 января 1864, Падерборн — 5 сентября 1942, Мюнстер) — немецкий востоковед (исламовед, семитолог). Профессор (1919).

## Научная деятельность
В 1885 году окончил Берлинский университет.
Профессор Фрайбургского и Мюнстерского университетов.

### Научное наследие
Труды Гримме содержат обширный фактический материал о той среде, в которой шло формирование ислама, а также систематизированное изложение коранического богословия.
Наиболее известен его труд «Мухаммед», в котором он особое внимание уделил социально-экономическим предпосылкам зарождения ислама. При этом автор ошибочно рассматривал Мухаммеда как «социалистического реформатора».

#### Избранные труды
- Mohammed. — В 2-х тт. — Münster, 1892—1895. (Отрывки на русском языке в книге: Происхождение ислама. Хрестоматия. — Ч. 1. — М.—Л., 1931).
- Psalmen-probleme. — Freiburg, 1902.
- Mohammed. Die weitgeschichtliche Bedeutung Arabiens. — Münchен, 1904.